# فاينل فانتسي تاكتيكس
فاينل فانتازي تاكتيكس (باليابانية: ファイナルファンタジータクティクス، فاينارو فانتاجي تاكوتيكوسو) هي لعبة تقمص أدوار تكتيكية تم تطويرها ونشرها من قبل شركة سكوير (الآن سكوير إنكس) على نظام سوني بلاي ستيشن. وهذه هي اللعبة الأولى من سلسلة فاينل فانتازي تاكتيكس، أصدرت في اليابان في يونيو 1997 وفي الولايات المتحدة في يناير 1998. تجمع اللعبة بين العناصر الموضوعية لسلسلة فاينل فانتازي مع محرك الألعاب ونظام المعارك بما يختلف عن الموجود سابقا في السلسلة. خلافا للألعاب الأخرى من عصر 32 بت، تستخدم هذه اللعبة تقنيات ثلاثية الألعاب، الأشكال متساوية القياس، الملعب قابل للدوران، مع شخصيات نقطية.
تدور أحداث اللعبة في مملكة خيالية من القرون الوسطى تدعى إنفاليس أنشأتها ياسومي ماتسونو. تبع قصة اللعبة رامزا بيولف، وهو طالب عسكري ذو أصل رفيع يجد نفسه وسط نزاع عسكري معقد يعرف باسم حرب الأسد، حيث يتنازع فريقان من النبلاء على عرش المملكة. مع مرور الوقت، يكتشف رامزا وحلفائه مؤامرة شريرة وراء الحرب.
أصدرت لعبة مشتقة، فاينل فانتازي تاكتيكس أدفانس، على نظام نينتندو جيم بوي أدفانس في عام 2003، وكذلك تتمة بعنوان فاينل فانتازي تاكتيكس A2: غريموار أو ذا ريفت، وصدرت في عام 2007 على نظام نينتندو دي إس. وقد استخدمت العديد من الألعاب الأخرى أيضا موقع إنفاليس، بما في ذلك فاجرانت ستوري على بلاي ستيشن وفاينل فانتازي 12 على بلاي ستيشن 2. تم إصدار نسخة محسنة بعنوان فاينل فانتازي تاكتيكس: وور أوف ذا ليونز، وصدرت في عام 2007 كجزء من مشروع إنفاليس أليانس الذي أنتجته سكوير إنكس. عموما، فإن اللعبة تلقت مراجعات إيجابية من مجلات ومواقع الألعاب وكونت طائفة من المعجبين منذ صدورها.

## وصلات خارجية
- فاينل فانتسي تاكتيكس على موقع IMDb (الإنجليزية)
- فاينل فانتسي تاكتيكس على موقع الموسوعة البريطانية (الإنجليزية)

- الموقع الرسمي لموقع سكوير-إينكس بالولايات المتحدة (أرشيف)
- الموقع الرسمي لموقع بلاي ستيشن بالولايات المتحدة (أرشيف)